# 埠頭

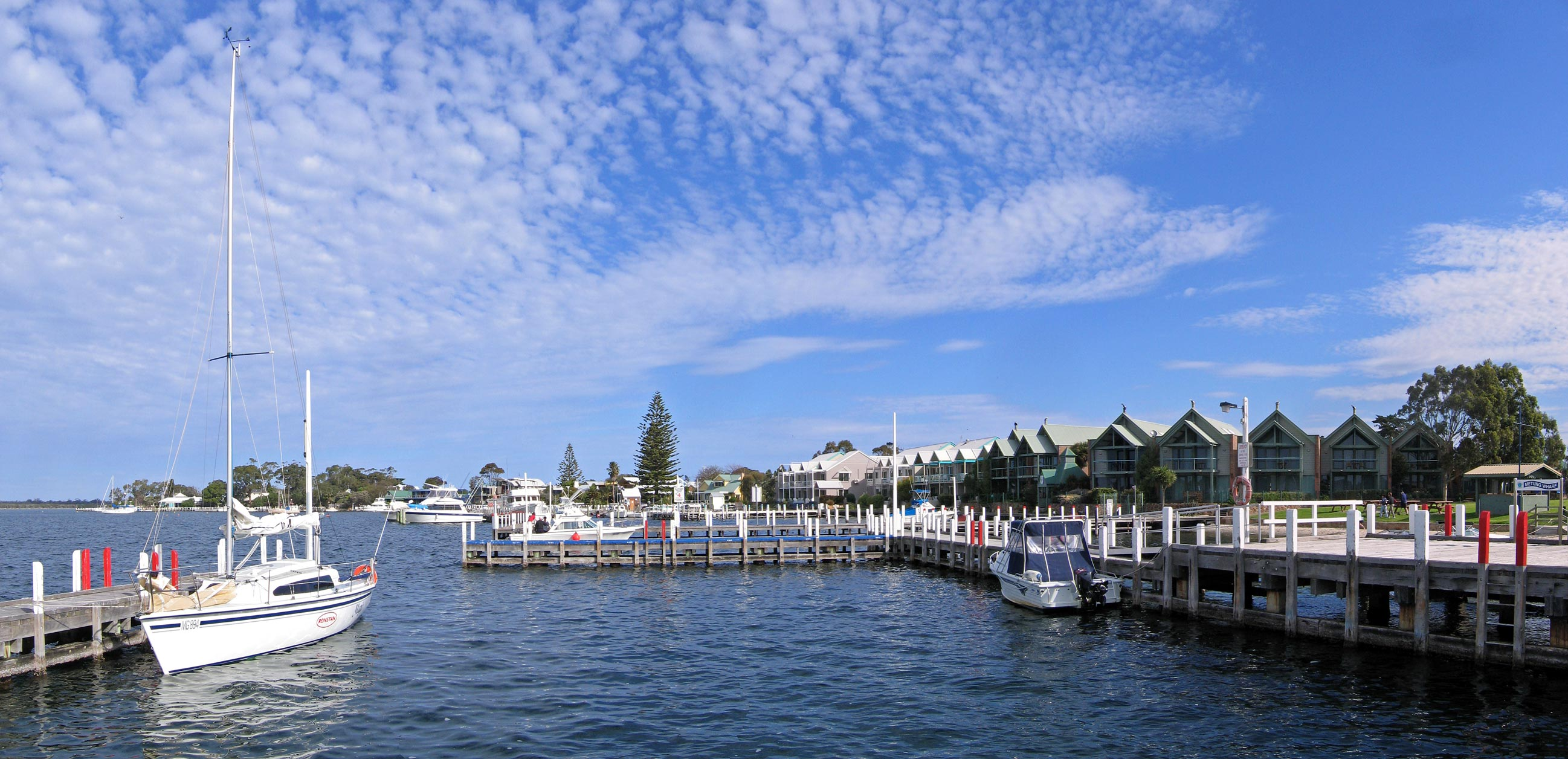
オーストラリア、ビクトリア州、ギッブランド湖のヨットハーバー

埠頭（ふとう, Wharf）は、港湾施設のうち係留施設、荷さばき施設、臨港道路、上屋、倉庫など陸上の設備を含めた港湾施設の総体。「埠」が常用漢字に入っていない字であるため、ふ頭と表記されることも多い。

## 機能
埠頭には、船舶が接岸する岸壁・物揚場（係留施設）、それらの上面であるエプロンや貨物を荷役するガントリークレーン（荷役施設）、荷さばきを行う上屋（荷さばき施設）、貨物などを仮置きする野積場（保管施設）、貨物運送などのための臨港道路、乗客が乗降するフェリーターミナル（旅客施設）などが含まれ、これらを総称して埠頭という。また、波止場（はとば）とも呼ばれる。

## 分類
埠頭は形態により公共埠頭と専用埠頭に分けられる。
公共埠頭
港湾管理者によって整備・管理された埠頭。
専用埠頭
民間企業が建設・保有する埠頭で、製油所や発電所などの一部として整備されるもの。

## 船舶と埠頭

### コンテナ埠頭
コンテナ船用の埠頭は特にコンテナ埠頭（コンテナターミナル）と呼ばれる。日本では五大港（東京港、横浜港、名古屋港、大阪港、神戸港）を初めとする大規模・中規模港湾に存在する。多数のコンテナを蔵置できるコンテナヤード、コンテナを迅速にコンテナ船に積み下ろしできるガントリークレーンなどの施設を有し、現代の港湾で最も重要な機能となっており、港湾におけるコンテナ取り扱い個数は、各国の経済力・国力を測る指標のひとつに挙げられている。

### フェリー埠頭
フェリー専用の埠頭は特にフェリー埠頭と呼ばれる。日本では函館港、苫小牧港、小樽港、室蘭港、青森港、仙台港、両津港、東京港、名古屋港、大阪港、神戸港、高松港、土庄港、北九州港、博多港などに代表的なフェリー埠頭がある。